# Erick Pulgar
Erick Antonio Pulgar Farfán (sinh ngày 15 tháng 1 năm 1994) là một cầu thủ bóng đá người Chile hiện đang thi đấu cho đội bóng Serie A Fiorentina. Chủ yếu chơi tiền vệ phòng ngự, anh cũng có thể thi đấu ở vị trí hậu vệ.

## Thống kê sự nghiệp

### Câu lạc bộ
Tính đến ngày 21 tháng 3 năm 2021
| Câu lạc bộ           | Mùa giải            | Giải đấu            | Giải đấu | Giải đấu | Cúp quốc gia | Cúp quốc gia | Châu Âu | Châu Âu | Khác | Khác | Tổng cộng | Tổng cộng |
| Câu lạc bộ           | Mùa giải            | Giải đấu            | Trận     | Bàn      | Trận         | Bàn          | Trận    | Bàn     | Trận | Bàn  | Trận      | Bàn       |
| -------------------- | ------------------- | ------------------- | -------- | -------- | ------------ | ------------ | ------- | ------- | ---- | ---- | --------- | --------- |
| Antofagasta          | 2011                | Primera B           | 1        | 0        | –            | –            | –       | –       | –    | –    | 1         | 0         |
| Antofagasta          | 2012                | Primera División    | 0        | 0        | 3            | 0            | –       | –       | –    | –    | 3         | 0         |
| Antofagasta          | 2013                | Primera División    | 5        | 2        | 6            | 0            | –       | –       | –    | –    | 11        | 2         |
| Antofagasta          | 2013–14             | Primera División    | 32       | 0        | 0            | 0            | –       | –       | –    | –    | 32        | 0         |
| Antofagasta          | 2014–15             | Primera División    | 0        | 0        | 2            | 0            | –       | –       | –    | –    | 2         | 0         |
| Antofagasta          | Tổng cộng           | Tổng cộng           | 38       | 2        | 11           | 0            | 0       | 0       | 0    | 0    | 49        | 2         |
| Universidad Católica | 2014–15             | Primera División    | 35       | 7        | 3            | 1            | 2       | 0       | –    | –    | 40        | 8         |
| Bologna              | 2015–16             | Serie A             | 13       | 0        | 0            | 0            | –       | –       | –    | –    | 13        | 0         |
| Bologna              | 2016–17             | Serie A             | 27       | 1        | 3            | 0            | –       | –       | –    | –    | 30        | 1         |
| Bologna              | 2017–18             | Serie A             | 32       | 3        | 1            | 0            | –       | –       | –    | –    | 33        | 3         |
| Bologna              | 2018–19             | Serie A             | 28       | 6        | 2            | 0            | –       | –       | –    | –    | 30        | 6         |
| Bologna              | Tổng cộng           | Tổng cộng           | 100      | 10       | 6            | 0            | 0       | 0       | 0    | 0    | 106       | 10        |
| Fiorentina           | 2019–20             | Serie A             | 38       | 7        | 4            | 0            | –       | –       | –    | –    | 42        | 7         |
| Fiorentina           | 2020–21             | Serie A             | 22       | 1        | 2            | 0            | –       | –       | –    | –    | 24        | 1         |
| Fiorentina           | Tổng cộng           | Tổng cộng           | 60       | 8        | 6            | 0            | 0       | 0       | 0    | 0    | 66        | 8         |
| Tổng cộng sự nghiệp  | Tổng cộng sự nghiệp | Tổng cộng sự nghiệp | 233      | 27       | 26           | 1            | 2       | 0       | 0    | 0    | 261       | 28        |

### Bàn thắng quốc tế
Bàn thắng và kết quả của Chile được để trước.
| #  | Ngày                 | Địa điểm                                              | Đối thủ   | Bàn thắng | Kết quả | Giải đấu                      |
| -- | -------------------- | ----------------------------------------------------- | --------- | --------- | ------- | ----------------------------- |
| 1. | 17 tháng 6 năm 2019  | Sân vận động Morumbi, São Paulo, Brasil               | Nhật Bản  | 1–0       | 4–0     | Copa América 2019             |
| 2. | 8 tháng 6 năm 2021   | Sân vận động quốc gia, Santiago, Chile                | Bolivia   | 1–0       | 1–1     | Vòng loại FIFA World Cup 2022 |
| 3. | 14 tháng 10 năm 2021 | Sân vận động San Carlos de Apoquindo, Santiago, Chile | Venezuela | 1–0       | 3–0     | Vòng loại FIFA World Cup 2022 |
| 4. | 14 tháng 10 năm 2021 | Sân vận động San Carlos de Apoquindo, Santiago, Chile | Venezuela | 2–0       | 3–0     | Vòng loại FIFA World Cup 2022 |